# Sheryl Lee
Sheryl Lynn Lee (Augsburgo, Alemania Occidental; 22 de abril de 1967) es una actriz estadounidense de origen alemán, conocida principalmente por haber interpretado el papel de Laura Palmer en la serie de televisión Twin Peaks.

## Biografía
Nacida en la ciudad alemana de Augsburgo, en Baviera, creció en la ciudad de Boulder, Colorado, Estados Unidos, graduándose en 1985 de la secundaria.
Su carrera artística es deudora del personaje de Laura Palmer en la serie de televisión de culto Twin Peaks, dirigida por David Lynch en la temporada 1990-1991. Cuando la serie se encontraba en su máximo punto de interés y audiencia, Lee obtuvo además un papel adicional, el de Maddy Ferguson, la prima de Laura. Además, participó en la precuela de la serie, la película Twin Peaks: Fire Walk with Me, que narra los acontecimientos que finalmente derivarían en el asesinato del personaje de Laura. 
David Lynch la eligió nuevamente, para un pequeño papel como la "Bruja Buena" en la película  de 1990, Corazón Salvaje.
Sheryl Lee se convirtió en uno de los iconos televisivos de la década de 1990, aunque su carrera posterior fue más discreta de lo que había sido en sus inicios. En 1994 protagonizó la película Backbeat, junto a Stephen Dorff, interpretando además el papel de Astrid Kirchherr en un film que narraba los inicios del mítico grupo musical británico The Beatles.[cita requerida]
Otras incursiones en cine incluyen Notes from Underground (1995) y Vampiros (1998), con James Woods y Daniel Baldwin.[cita requerida]
En televisión, ha participado en las series L.A. Doctors (1998-1999), One Tree Hill (2005-2006), Dirty Sexy Money (2007-2008) y Dr. House, en esta última en la tercera temporada.[cita requerida]
Finalmente, sobre los escenarios protagonizó una versión de Salomé, junto a Al Pacino, estrenada en Broadway en 1992.[cita requerida]
Como curiosidad, cabe destacar que Sheryl Lee fue seleccionada para realizar el papel de Mary Alice Young en la serie Mujeres desesperadas. De hecho, llegó a grabarse el capítulo piloto con la participación de Sheryl, donde de nuevo interpretaba a la protagonista muerta que suponía el punto de partida para la serie. Al final, el creador de Mujeres desesperadas decidió sustituirla por Brenda Strong, ya que Sheryl aportaba un matiz más oscuro al personaje, quizá heredado de Laura Palmer.[cita requerida]

## Vida personal
Está casada con el fotógrafo Jesse Diamond, hijo del cantante Neil Diamond, con el que tiene un hijo llamado Elijah.
Lee padece una enfermedad llamada neutropenia.